# Campionato francese di baseball

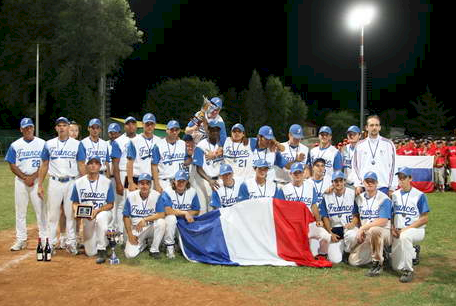
La nazionale di baseball francese rappresenta la Fédération française de baseball et softball nelle competizioni internazionali

La Championnat de France de baseball è il massimo campionato francese di baseball la sua fondazione risale al 1926. Vi partecipano le 12 migliori squadre le quali, divise in due gironi, si scontrano in 20 incontri stagionali. Dopo la stagione regolare le prime sei in classifica accedono alla Fase Vincitori; le migliori due squadre si sfidano in seguito in una serie di partite di finale, al meglio delle 5. Dal 2007 il campionato è stato denominato Elite. Dal 2021 si disputano due gironi in ciascuno dei quali le due migliori squadre accedono alle semifinali dei play-off.
Oltre il campionato di prima divisione, vi è il campionato di seconda divisione denominato National, nel quale si scontrano 22 club suddivisi in 3 gironi (Poule A, Poule B, Poule C) da otto club ciascuno e un terzo campionato di livello tecnico inferiore ed a carattere regionale.
Tutto il baseball (e il softball) francese è sotto la giurisdizione della Fédération française de baseball et softball istituita nel 1926 e riconosciuta dalla federazione mondiale, la IBAF.

## Club del 2021 e locazione
- Arvernes de Clermont Ferrand (Puy-de-Dôme)
- Barracudas de Montpellier (Hérault)
- Paris Université Club (Parigi)
- Rouen Baseball 76 (Senna Marittima)
- Lions de Savigny (Essonne)
- Templiers de Sénart (Senna e Marna)
- Stade Toulousain (Alta Garonna)
- Cougars de Montigny (Yvelines)
- Boucaniers de La Rochelle (Charente-Maritime)
- Cometz de Metz (Mosella)
- Cavigal Nice (Alpes-Maritimes)

## Albo d'oro
Il club maggiormente titolato è il Paris UC il quale colleziona ben 22 titoli nazionali.
| Stagione | Campione               |  | Stagione | Campione                     |  | Stagione | Campione                  |  | Stagione | Campione               |
| 1926     | AS Transport           |  | 1970     | Paris UC                     |  | 1988     | Paris UC                  |  | 2006     | Rouen Baseball 76      |
| 1927     | Ranelagh BBC           |  | 1971     | Nice UC                      |  | 1989     | Paris UC                  |  | 2007     | Rouen Baseball 76      |
| 1928     | Ranelagh BBC           |  | 1972     | Paris UC                     |  | 1990     | Paris UC                  |  | 2008     | Rouen Baseball 76      |
| 1929     | edizione non disputata |  | 1973     | Paris UC                     |  | 1991     | Paris UC                  |  | 2009     | Rouen Baseball 76      |
| 1930     | Ranelagh BBC           |  | 1974     | Nice UC                      |  | 1992     | Paris UC                  |  | 2010     | Rouen Baseball 76      |
| 1931     | AGE latino-américains  |  | 1975     | Paris UC                     |  | 1993     | Barracudas de Montpellier |  | 2011     | Rouen Baseball 76      |
| 1932     | AGE latino-américains  |  | 1976     | Paris UC                     |  | 1994     | Barracudas de Montpellier |  | 2012     | Rouen Baseball 76      |
| 1933     | Sandino Baseball Club  |  | 1977     | Paris UC                     |  | 1995     | Barracudas de Montpellier |  | 2013     | Rouen Baseball 76      |
| 1934     | AGE latino-américains  |  | 1978     | Nice UC e BC Nippon de Paris |  | 1996     | Jimmer's de Saint-Lô      |  | 2014     | Templiers de Sénart    |
| 1954     | Stade français         |  | 1979     | Nice UC e BC Nippon de Paris |  | 1997     | Jimmer's de Saint-Lô      |  | 2015     | Rouen Baseball 76      |
| 1955     | Paris UC               |  | 1980     | Paris UC                     |  | 1998     | Lions de Savigny-sur-Orge |  | 2016     | Rouen Baseball 76      |
| 1963     | BC Paris               |  | 1981     | Nice UC                      |  | 1999     | Lions de Savigny-sur-Orge |  | 2017     | Rouen Baseball 76      |
| 1964     | BC Chanteron           |  | 1982     | Paris UC                     |  | 2000     | Paris UC                  |  | 2018     | Rouen Baseball 76      |
| 1965     | Paris UC               |  | 1983     | Paris UC                     |  | 2001     | Lions de Savigny-sur-Orge |  | 2019     | Rouen Baseball 76      |
| 1966     | Paris UC               |  | 1984     | Paris UC                     |  | 2002     | Lions de Savigny-sur-Orge |  | 2020     | edizione non disputata |
| 1967     | Pirates de Paris       |  | 1985     | Paris UC                     |  | 2003     | Rouen Baseball 76         |  | 2021     | Rouen Baseball 76      |
| 1968     | CSF Cagnes-sur-Mer     |  | 1986     | Paris UC                     |  | 2004     | Lions de Savigny-sur-Orge |  | 2022     | Rouen Baseball 76      |
| 1969     | Pirates de Paris       |  | 1987     | Paris UC                     |  | 2005     | Rouen Baseball 76         |  |          |                        |

## Titoli per squadra
| Posizione | Squadra                   | Titoli |
| 1         | Paris Université Club     | 22     |
| 2         | Rouen Baseball 76         | 17     |
| 3         | Nice UC                   | 5      |
| 4         | Lions de Savigny-sur-Orge | 5      |
| 5         | Ranelagh BBC              | 3      |
| 5         | AGE latino-américains     | 3      |
| 5         | Barracudas de Montpellier | 3      |
| 6         | Pirates de Paris          | 2      |
| 6         | BC Nippon de Paris        | 2      |
| 6         | Jimmer's de Saint-Lô      | 2      |
| 7         | AS Transport              | 1      |
| 7         | Sandino baseball club     | 1      |
| 7         | Stade français            | 1      |
| 7         | BC Paris                  | 1      |
| 7         | BC Charenton              | 1      |
| 7         | CSF Cagnes-sur-Mer        | 1      |
| 7         | Templiers de Sénart       | 1      |